# 展望 (康乃狄克州)
展望（英語：Prospect）是一個位於美國康乃狄克州新哈芬縣的城鎮。

## 地理
展望的座標為41°29′58″N 72°58′31″W / 41.49944°N 72.97528°W，而該地的平均海拔高度為251米（即823英尺）。

## 人口
根據2010年美國人口普查的數據，展望的面積為91.60平方千米，當中陸地面積為91.00平方千米，而水域面積為0.60平方千米。當地共有人口9405人，而人口密度為每平方千米102.67人。